# Saint-Paul-de-Jarrat
 Saint-Paul-de-Jarrat  là một xã ở tỉnh Ariège, thuộc vùng Occitanie ở phía tây nam nước Pháp.